# Chlamylla borealis
Chlamylla borealis Bergh, 1886 è un mollusco nudibranchio della famiglia Coryphellidae.